# Міжнародна військова операція на чолі з США в Іраку (2014—2021)
Міжнародна військова операція на чолі з США в Іраку (2014—2021) (англ. American-led intervention in Iraq (2014–present)) — поточна військова операція Збройних сил США, що проводиться в контексті військової кампанії низки країн проти Ісламської Держави на території Іраку. Інтервенція коаліційних сил в Ірак розпочалася 15 червня 2014 року, після отримання наказу президентом США Бараком Обамою про відправлення збройного контингенту ЗС Сполучених Штатів до регіону у відповідь на наступальні дії в Іраку, які проводили Ісламська держава Іраку та Леванту (ІДІЛ). Введення американських військ розпочалося лишень після отримання офіційного запрошення від іракського уряду.
На початку серпня 2014 року ІДІЛ атакував курдську територію на півночі Іраку та захопив три міста поблизу автономної області Курдистану. 5 серпня у відповідь США розпочали постачання зброї курдським військам Пешмерга.
7 серпня США також розпочали гуманітарну операцію з повітряного викидання продовольства, води та медикаментів для цивільних, які втекли від переслідування ІДІЛ у гори Синджар. 8 серпня американська авіація завдала перші авіаудари по позиціях ІДІЛ в Іраку. З того часу коаліційні сили дев'яти країн здійснили регулярні авіаудари по формуваннях Ісламської держави в Іраку, в інтересах дій наземних курдських та іракських урядових сил проти ІДІЛ. До квітня 2015 року ІДІЛ втратила значну кількість території іракським та коаліційним військам. Порівняно з їхнім піком у грудні 2014 року, ІДІЛ втратив 25–30 % своєї території, залишившись тільки на іракській території площею близько 15 000 квадратних миль. Внаслідок проведення наземними іраксько-курдськими військами операцій за підтримки авіації союзників десятки тисяч бойовиків ІДІЛ були вбиті або взяті у полон. Наймасштабніша битва відбулася за Мосул, де Ісламська держава утворила свою столицю. До грудня 2017 року після кампанії у Західному Іраку в ІДІЛ не лишилося залишків території в Іраку.
Окрім прямого військового вторгнення, коаліція надала широку підтримку силам безпеки Іраку через навчання, розвідку та забезпечення. За станом на березень 2019 року загальна вартість підтримки силами коаліції іракських військ, крім прямих військових операцій проведених власноруч, становила 3,5 мільярди доларів. 189 000 іракських солдатів та поліцейських пройшли навчання під проводом фахівців коаліційних сил.
У січні 2020 року, попри заперечення США, парламент Іраку та прем'єр-міністр зобов'язали вивести американські війська після смерті іранського генерал-майора Касема Сулеймані, командувача підрозділом «Кудс» Корпусу вартових Ісламської революції і популярного лідера Абу Махді Аль-Мухандіса — командира іракського угрупування шиїтських ополченців «Сили народної мобілізації». Незабаром було також оголошено, що і Велика Британія, і Німеччина скорочують чисельність своїх військ в Іраку. Пізніше Канада приєдналася до виходу з коаліції, передавши частину своїх військ, розміщених в Іраку, в Кувейт. Французькі та австралійські сили, що розміщуються в країні, поки що залишаються в Іраку.